# Necho I
Necho I of Nekau I was de eerste farao van de 26e dynastie.

## Biografie
Necho I was een prins en gouverneur van de Egyptische stad Sais. Zijn regering als Saitische koning van de 26e dynastie duurde ongeveer acht jaar, volgens Manetho. Egypte werd door zijn zoon Psammetichus I herenigd. Hij werd op de troon geholpen door de Assyrische koning Esarhaddon die Egypte het jaar voordien had veroverd.
Necho I was betrokken bij de plot tegen de Assyrische koning Assurbanipal in 666 v.Chr. en werd als straf meegevoerd naar Assyrië, maar na een tijd weer vrijgelaten. Necho kon verder in de delta regeren als vazal, maar stierf in 664 v.Chr. in de strijd tegen Tantamani van Koesj. Hij werd opgevolgd door zijn zoon Psammetichus I die koning van Neder-Egypte werd. Weinig sporen van Necho I zijn bewaard en we hebben slechts een beeld van Horus en een stele met zijn naam op.
De stele vermeldt een donatie van land aan de triade van Perhebyt (het moderne Behbeit el-Hagar). De stele vertoont veel overeenkomsten met een stele uit het achtste jaar van Shepsesre Tefnacht. De suggestie dat Shepsesre Tefnacht Tefnacht II was gaat niet op, het schijnt dat voor Necho I Shepsesre Tefnacht een voorganger zou zijn geweest. Olivier Perdu concludeert dat de twee Saitische koningen voor Necho I, Stephinates en Nekauba van Manetho, eigenlijk behoren tot het begin van de 26e dynastie. Necho was waarschijnlijk een broer van Nekauba, zoon van Tefnacht II. Hij trouwde met Istemabet.